# Bayswater (stacja metra)
Bayswater – stacja metra londyńskiego położona w dzielnicy City of Westminster. Działa od 1868 roku, co pozwala zaliczać ją do najstarszych w całym metrze. Obecnie obsługuje dwie linie: District Line i Circle Line. Co roku korzysta z niej ok. 6 milionów pasażerów. Należy do pierwszej strefy biletowej.